# Gualán
Gualán è un comune del Guatemala facente parte del dipartimento di Zacapa.